# Кані-Келі
Кані́-Келі́ (фр. Kani-Kéli) — муніципалітет у Франції, в заморському департаменті Майотта. Населення — 4527 осіб (2007).
Муніципалітет розташований на відстані близько 8300 км на південний схід від Парижа, 24 км на південний захід від Мамудзу.